# Potencial normal d'elèctrode

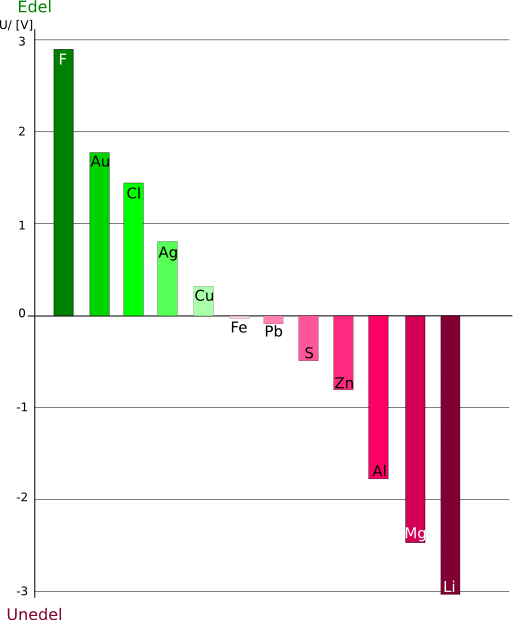
Potencials normals d'elèctrode per a diferents elements químics. Valors positius indiquen tendència a reduir-se, mentre que valors negatius, a oxidar-se

En electroquímica, el potencial normal d'elèctrode o potencial normal de reducció d'elèctrode d'un element, que s'abrevia Eo (amb un superíndex que es llegeix com "normal" o "estàndard"), és la diferència de potencial que li correspon a una cel·la o pila construïda amb un elèctrode d'aquest element i un elèctrode estàndard d'hidrogen, quan la concentració efectiva o l'activitat dels ions que intervenen en el procés és 1 mol/L (1 M), la pressió de les substàncies gasoses és 1 atmosfera, i la temperatura és 298 K (25 °C). És la mesura d'un potencial d'elèctrode reversible individual, en condicions estàndard.
El potencial normal d'elèctrode es representa habitualment com Eº i la seva unitat en el SI és el volt (V). És una constant de cada elèctrode i indica la tendència a produir - que posseeix certa semireacció.

## Potencial d'una pila o cel·la electroquímica
El fonament d'una cel·la electroquímica, com la pila galvànica, és sempre una reacció redox que es pot desglossar en dues semireaccions:
- L'oxidació (pèrdua d'electrons) té lloc a l'ànode, que és l'elèctrode negatiu, i
- La reducció (guany d'electrons) transcorre en el càtode o pol positiu.

L'electricitat es genera a causa de la diferència de potencial elèctric entre aquests dos elèctrodes. Aquesta diferència de potencial es crea com a resultat de la diferència entre els potencials individuals dels dos elèctrodes en relació amb l'electròlit o dissolució en què estan submergits.
El potencial d'aquesta cel·la serà la diferència entre el potencial de l'elèctrode positiu (càtode, on es realitza la reducció) i el potencial de l'elèctrode negatiu (ànode, on es realitza l'oxidació).
{\displaystyle E=E_{+}-E_{-}=E_{catode}-E_{anode}}
Encara que el potencial global d'una cel·la es pot mesurar, no hi ha cap manera senzilla de mesurar amb precisió el potencial d'un sol elèctrode aïllat. Aquest potencial elèctric també varia amb la temperatura, amb la concentració o amb la pressió. Atès que el potencial d'oxidació d'una semireacció és del mateix valor però amb signe contrari que el potencial de reducció d'aquesta mateixa semireacció redox, això ens serveix per calcular qualsevol dels potencials. Per conveni, el potencial normal o estàndard d'elèctrode s'escriu comunament com el potencial de reducció estàndard per a aquest elèctrode.

## Càlcul del potencials normal d'elèctrode o estàndard
El valor del potencial d'elèctrode no es pot obtenir de manera empírica. Una pila galvànica resulta de la unió d'un parell d'elèctrodes. Així, només es coneix el valor experimental corresponent a un parell d'elèctrodes i no és possible determinar el valor de cada elèctrode individual de la parella, a partir del potencial obtingut empíricament per a la pila galvànica. Cal establir un elèctrode de referència, l'elèctrode normal d'hidrogen, el potencial es defineix o s'acorda per conveni. En aquest cas s'estableix en 0,00 V el potencial de referència de l'elèctrode normal d'hidrogen i qualsevol elèctrode, el potencial d'elèctrode que no sigui conegut encara, es pot combinar amb l'elèctrode normal d'hidrogen - per formar una pila galvànica - i el potencial d'aquesta pila galvànica és el potencial de l'elèctrode desconegut. Utilitzant aquest procés, qualsevol elèctrode amb un potencial desconegut pot ser aparellat amb l'elèctrode normal d'hidrogen, o bé amb un altre elèctrode amb el potencial ja conegut i arribar així a conèixer el valor del potencial de l'elèctrode desconegut.

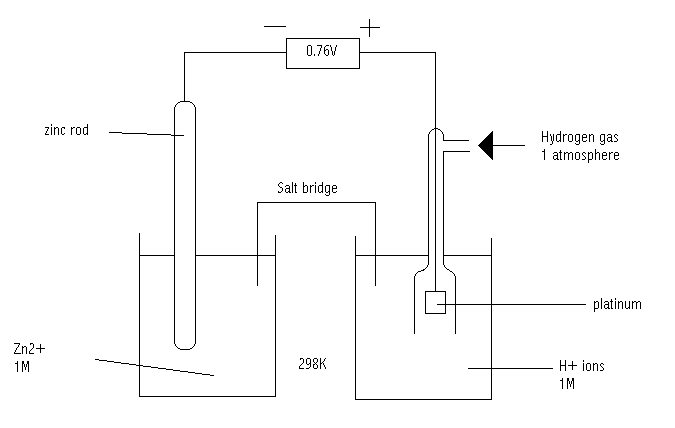
Mesura del potencial normal de l'elèctrode de Zn ^{ 2+}/Zn.

Atès que els potencials d'elèctrode es defineixen convencionalment com potencials de reducció, el signe del potencial de l'elèctrode on es produeix l'oxidació s'ha d'invertir en el càlcul del potencial de la pila en general i per això va precedit del signe menys. Cal tenir en compte que els potencials d'elèctrode són independents del nombre d'electrons transferits - és a dir, estan fixats per a un mol d'electrons transferits, i així els dos potencials d'elèctrode pot ser simplement combinats per donar el potencial general de la cel, restant el major menys el menor, encara que diferent nombre d'electrons participen en les dues reaccions dels elèctrodes.

## Mesura experimental dels potencials normals de reducció
Per a les mesures pràctiques, l'elèctrode en qüestió es connecta al terminal positiu de l'electròmetre, mentre que l'elèctrode normal d'hidrogen es connecta al terminal negatiu.
Els valors dels potencials normals d'elèctrode així calculats solen estar tabulats per a una temperatura de 25 °C. Aquests potencials serveixen per predir el funcionament d'una cel·la electroquímica.

Elèctrode normal d'hidrogen, amb un potencial de referència de 0 Volts a totes les temperatures.

## Taula de potencials normals de reducció
Atès que els valors dels potencials d'elèctrode indiquen la capacitat per reduir que té aquest elèctrode, com més gran és el potencial de reducció d'un elèctrode, més fàcilment es va a reduir, en altres paraules, que és un agent oxidant millor. Per exemple, l'elèctrode fluor/fluorur, F₂/F-, té un potencial de reducció de 2,87 V, i l'elèctrode de liti, Li+/Li, té un valor de -3,05 V. El fluor es redueix fàcilment i és per tant un bon agent oxidant. En contrast, el liti sòlid, Li (s), prefereix sotmetre's a l'oxidació (per tant, és un bon agent reductor). Així, l'ió zinc, Zn2+, el potencial de reducció estàndard és de -0,76 V pot ser oxidat per qualsevol altre elèctrode el potencial de reducció estàndard sigui més gran que -0, 76 V (per exemple, H + (0 V), Cu2+ (0,16 V), o F ₂ (2,87 V)), i pot ser reduït per qualsevol elèctrode amb un potencial de reducció estàndard sigui inferior a -0,76 V (per exemple, H₂ (-2,23 V), Na+ (-2.71 V), o Li+ (-3,05 V)).
En una pila galvànica, quan una reacció redox espontània produeix una corrent elèctric, l'energia lliure de Gibbs ΔG  o  ha de ser negativa, de conformitat amb la següent equació:
ΔGocel = - nFEocel;
on n és el nombre de mols d'electrons per mol de productes i F és la constant de Faraday, # 96485 C/mol. Com a tal, s'aplicaran les següents regles:
Si Eocel·la = 0, llavors el procés és espontani (cel·la galvànica o pila)
Si Eocel·la <0, llavors el procés NO és espontani (cel·la electrolítica)
Així, per tal de tenir una reacció espontània (ΔGo <0), Eocèl ha de ser positiu, on:
Eocèl = Eocàtode - Eoànode
on Eoànode és el potencial estàndard de l'ànode (el signe del valor del potencial de reducció estàndard per a aquest elèctrode s'ha invertit i per això porta un signe menys davant) i Eocàtode és el potencial estàndard del càtode, tal com figura en el quadre o taula de potencials d'elèctrode estàndard.

## Condicions no estàndard
Els potencials d'elèctrode estàndard es donen en condicions estàndard (concentracions d'1 mol/L, pressió d'1 atm i temperatura de 25 °C). No obstant això, les cel·les reals poden operar sota condicions no estàndard. Atès el potencial estàndard d'una semipiles, el seu potencial per a concentracions eficaços (activitat és no-estàndard) pot calcular utilitzant l'equació de Nernst:
{\displaystyle E_{\text{semipiles}}=E^{\circ }-{\frac {RT}{nF}}\ln Q}
on Q és el quocient de reacció.
Els valors d'E  o  depenen de la temperatura (amb excepció de l'elèctrode normal d'hidrogen, perquè el seu potencial ha estat arbitràriament fixat a 0 per a totes les temperatures) i normalment es fa referència a la SHE a la mateixa temperatura. Per fases condensades, també s'espera que dependrà una mica de la pressió (vegeu l'article sobre la constant d'equilibri). Per exemple, el potencial d'elèctrode estàndard del parell redox Ni/NiO s'ha estudiat bé perquè tal sòlid té aplicacions com pseudo-elèctrode de referència a alta temperatura (quan es tanca dins d'una membrana ceràmica de zirconi estabilitzada amb itri). La reacció de la semipiles per aquest parell redox és la següent:
Ni+H  2  O {\displaystyle \rightleftharpoons } NiO+2H ++2e  - 
El potencial estàndard del parell Ni/NiO s'ha correlacionat per temperatures entre 0 i 400 °C i respon aproximadament a l'expressió:
E° (T) = -0.0003 T+0,1414
on E · expressada en volts, i T expressada en graus Celsius (° C).
En bioquímica, els potencials es defineixen habitualment per pH = 7, amb el potencial normal en aquestes condicions representat per E’· - també conegut com el potencial del punt mitjà o E m,7 perquè és el potencial al qual les concentracions de les formes oxidades i les reduïdes de la parella redox són iguals.
El potencial redox real d'un parell redox per a un pH específic x ( E   h, pH =  x  ) està relacionat amb el potencial del punt mitjà per l'expressió:
{\displaystyle E_{{\text{h}},{\text{pH}}=x}=E_{{\text{m}},{\text{pH}}=x}-{\frac {2,3RT}{nF}}{\text{pH}}}